# Боззио, Терри
Терри Джон Боззио (англ. Terry John Bozzio, 27 декабря 1950, Сан-Франциско) — американский барабанщик. Более всего известен работой с Фрэнком Заппой и прог-рок группой UK. Считается одним из лучших барабанщиков[где?]. Журнал Classic Rock включил его в свой список лучших барабанщиков рока всех времен.

## Музыкальный стиль
В большинстве произведений, Терри играет партию остинато на различных бас-барабанах и хай-хетах с помощью педалей. Он играет соло руками на барабанах и тарелках, но иногда (даже в одной композиции) музыкальный рисунок может меняться.
В установке Боззио (на 2012 год)
- 8 бас-барабанов
- 26 том-томов
- 2 малых барабана
- 53 различных тарелки (включая гонг)
- 22 педали
- и другие различные инструменты.

## Выборочная дискография

### Соло
- 1992 — Solo Drum Music I
- 1992 — Solo Drum Music II
- 1998 — Drawing The Circle
- 1998 — Chamber Works
- 2001 — Solos & Duets (with Chad Wackerman)
- 2002 — Nine Short Films (with Billy Sheehan)
- 2005 — Chamber Works (with Metropole Orchestra)
- 2005 — Prime Cuts
- 2008 — Four From Ten Twenty Nine
- 2008 — Seven Nights in Japan

### С группой UK
- 1979 — Danger Money (Replaced Bill Bruford)
- 1979 — Night After Night (Live)

### С группой Missing Persons
- 1980 — Missing Persons
- 1982 — Spring Session M
- 1984 — Rhyme & Reason
- 1986 — Color in Your Life
- 1999 — Late Nights Early Days
- 2002 — Lost Tracks

### C гитаристомDweezil Zappa
- 1987 — Back to the Beach Soundtrack (Wipe Out) (with Herbie Hancock)
- 1988 — My Guitar Wants to Kill Your Mama
- 1994 — Shampoohorn
- 2000 — Automatic